# طواف إيطاليا 1972
طواف إيطاليا 1972 هو سباق دراجات هوائية أقيم في إيطاليا بتاريخ 21 مايو - 11 يونيو، تكون السباق من 20 مرحلة وامتدّ لمسافة 3725 كم بسرعة 36.120 كم/س، استغرق السباق 103 ساعة 04 دقيقة 04 ثانية. فاز به البلجيكي إيدي ميركس وحلّ ثانيا خوسي مانويل فوينتي.

## الترتيب
| م                     | الدرّاج             | البلد   | الزمن                      |
| --------------------- | ------------------ | ------- | -------------------------- |
| الفائز بالترتيب العام | إيدي ميركس         | بلجيكا  | 103 ساعة 04 دقيقة 04 ثانية |
| الثاني                | خوسي مانويل فوينتي | إسبانيا |                            |
| حسب النقاط            | روجر دي فلايمينك   | بلجيكا  | -                          |
| التسلق                | خوسي مانويل فوينتي | إسبانيا | -                          |